# Hausen, Aargau
Hausen (före 2003: Hausen bei Brugg, schweizertyska: Huse bi Brugg) är en ort och kommun i distriktet Brugg i kantonen Aargau, Schweiz. Kommunen har 3 796 invånare (2023).